# Oğuz Çetin
Ahmet Oğuz Çetin (* 15. Februar 1963 in Sakarya) ist ein ehemaliger türkischer Fußballspieler. Çetin war bis zum November 2011 Co-Trainer der türkischen Nationalmannschaft, im Frühjahr 2010 betreute er sie interimsweise. Oğuz Çetin war mit 503 Süper-Lig-Spielen bis zum 20. Februar 2020 der Spieler mit den meisten Erstligaeinsätzen und platziert seither hinter dem neuen Rekordhalter Umut Bulut an zweiter Stelle.

## Spielerkarriere

### Verein
Oğuz Çetin kam 1963 in der westtürkischen Stadt Sakarya auf die Welt und siedelte mit seiner Familie in die Bundesrepublik Deutschland über. Hier begann er als Neunjähriger in der Jugend vom SSV Bobingen mit dem Fußballspielen. 1977 kehrte seine Familie wieder in die Heimat zurück, sodass Çetin in der Jugend von Sakaryaspor ab 1979 mit dem Vereinsfußball weitermachte. 1981 gab er sein Debüt in der türkischen Liga. Oğuz entwickelte sich zu einem wichtigen Spieler Sakaryaspors. Mit dem Verein gewann er im Jahr 1988 den türkischen Pokal. Einige Wochen später wurde bekannt, dass er zum Traditionsklub Fenerbahçe Istanbul wechseln werde.
Bei Fenerbahçe Istanbul wurde er in acht Jahren zweimal türkischer Meister. In der Saison 1991/92 wurde er Kapitän der Mannschaft. 1996 verließ er den Klub und spielte für İstanbulspor. Nach zwei Spielzeiten für İstanbulspor beendete er seine Karriere im Jahr 2000 im Trikot von Adanaspor.
Çetin war bekannt für seine präzisen Pässe und Torvorlagen. Eines seiner weiteren Spezialitäten waren die gefährlichen Freistöße.

### Nationalmannschaft
Für die türkische Nationalmannschaft absolvierte Çetin 70 Spiele und erzielte dabei drei Tore. Er nahm mit ihr an der EM 1996 teil und kam einmal zum Einsatz. Nach der verpassten Qualifikation für die WM 1998 in Frankreich trat er als Nationalspieler zurück.

## Trainerkarriere
In der Saison 2000/01 holte Mustafa Denizli Çetin als Co-Trainer zu Fenerbahçe Istanbul zurück. Nach den Entlassungen von Denizli und Werner Lorant übernahm er für eine kurze Zeit den Chefposten bei Fenerbahçe. Es folgten kurze Tätigkeiten bei Kayseri Erciyesspor, Gençlerbirliği Ankara und Diyarbakırspor. 
Seit 2006 war er Co-Trainer der türkischen Nationalmannschaft, zunächst unter Fatih Terim, später unter Guus Hiddink. Nach der Trennung von Terim infolge der verpassten Qualifikation zur WM 2010 betreute er die Auswahl ein halbes Jahr bis zur Verpflichtung Hiddinks interimsweise. Nach der gescheiterten Qualifikation zur EM 2012 beendete der türkische Verband die Zusammenarbeit mit ihm wie auch mit Chef-Trainer Hiddink.
Ende November 2012 übernahm er den Cheftrainerposten beim Zweitligisten Boluspor. Hier ersetzte er den zurückgetretenen Serhat Güller. Mit Boluspor erzielte Çetin einige Achtungserfolge und belegte kurzzeitig mit seinem Team einen Playoff-Platz. Nachdem aber die Mannschaft durch erhebliche Punktverluste gegen Saisonende sich deutlich von den Playoff-Plätzen entfernte, gab Çetin nach der 0:1-Niederlage gegen MKE Ankaragücü seinen Rücktritt bekannt.
Anfang Dezember 2013 übernahm zusammen mit Mustafa Denizli den aserbaidschanischen Erstligisten FK Xəzər Lənkəran. Dabei wurde Çetin als Denizlis Co-Trainer eingestellt.
Im Februar 2017 wurde er beim Zweitligisten Büyükşehir Gaziantepspor als neuer Cheftrainer eingestellt und Mitte April nach sechs Spieltagen wieder entlassen.